# Campeonato Italiano de Rugby 1973-74
El Campeonato de Rugby de Italia de 1973-74 fue la cuadragésimo cuarta edición de la primera división del rugby de Italia.

## Sistema de disputa
Los equipos se enfrentaron en condición de local y de visitante a cada uno de sus rivales.
El equipo que al finalizar el torneo se encuentre en la primera posición se declara automáticamente como campeón.
Mientras que los dos últimos equipos descenderán directamente a la segunda división.

## Desarrollo
- Tabla de posiciones:[1]

| Pos. | Equipo             | Encuentros | Encuentros | Encuentros | Encuentros | Tantos | Tantos | Tantos | Puntos |
| Pos. | Equipo             | PJ         | PG         | PE         | PP         | F      | C      | Dif    | Puntos |
| ---- | ------------------ | ---------- | ---------- | ---------- | ---------- | ------ | ------ | ------ | ------ |
| 1.º  | Petrarca Padova    | 22         | 19         | 2          | 1          | 389    | 138    | +251   | 40     |
| 2.º  | L'Aquila Rugby     | 22         | 19         | 1          | 2          | 410    | 128    | +282   | 39     |
| 3.º  | Rugby Roma Olimpic | 22         | 12         | 1          | 9          | 396    | 242    | +154   | 25     |
| 4.º  | Rugby Brescia      | 22         | 12         | 0          | 10         | 364    | 241    | +123   | 24     |
| 5.º  | CUS Genova         | 22         | 12         | 0          | 10         | 337    | 235    | +102   | 24     |
| 6.º  | CUS Roma           | 22         | 12         | 0          | 10         | 279    | 242    | +37    | 24     |
| 7.º  | Rugby Rovigo       | 22         | 11         | 2          | 9          | 256    | 219    | +37    | 24     |
| 8.º  | Treviso            | 22         | 10         | 1          | 11         | 267    | 294    | -27    | 21     |
| 9.º  | Fiamme Oro         | 22         | 7          | 3          | 12         | 198    | 268    | -70    | 17     |
| 10.º | Amatori Catania    | 22         | 6          | 2          | 14         | 167    | 470    | -303   | 14     |
| 11.º | Frascati Rugby     | 22         | 3          | 2          | 17         | 154    | 342    | -188   | 8      |
| 12.º | CUS Firenze        | 22         | 2          | 0          | 20         | 117    | 475    | -358   | 4      |

|  | Campeón.                 |
|  | Descendido a la Serie B. |

| Bandera de Italia |
| Campeón Petrarca  |
| Quinto título     |